# Xiadong (socken i Kina, Sichuan)
Xiadong (kinesiska: 下东乡, 下东) är en socken i Kina. Den ligger i provinsen Sichuan, i den sydvästra delen av landet, omkring 160 kilometer öster om provinshuvudstaden Chengdu. Antalet invånare är 9 713. Befolkningen består av 4 636 kvinnor och 5 077 män. Barn under 15 år utgör 14,0 %, vuxna 15-64 år 69 %, och äldre över 65 år 15,0 %.
Genomsnittlig årsnederbörd är 1 339 millimeter. Den regnigaste månaden är juli, med i genomsnitt 269 mm nederbörd, och den torraste är december, med 7 mm nederbörd.